# 马铺镇
马铺镇，是中华人民共和国河南省周口市鹿邑县下辖的一个乡镇级行政单位。

## 行政区划
马铺镇下辖以下地区：
镇北社区、镇南社区、大寺社区、丁路口社区、李古同村、代楼村、黄楼村、火王村、小朱村、军吴村、刘寨村、韩老家村、邵庄村、圣堂村、谢庄村、段庄村、张庄村、蔡楼村、张寨村、谢老家村、燕庄村、大陈村、刘瓦村、完楼村和后王村。